# 숭아 피타

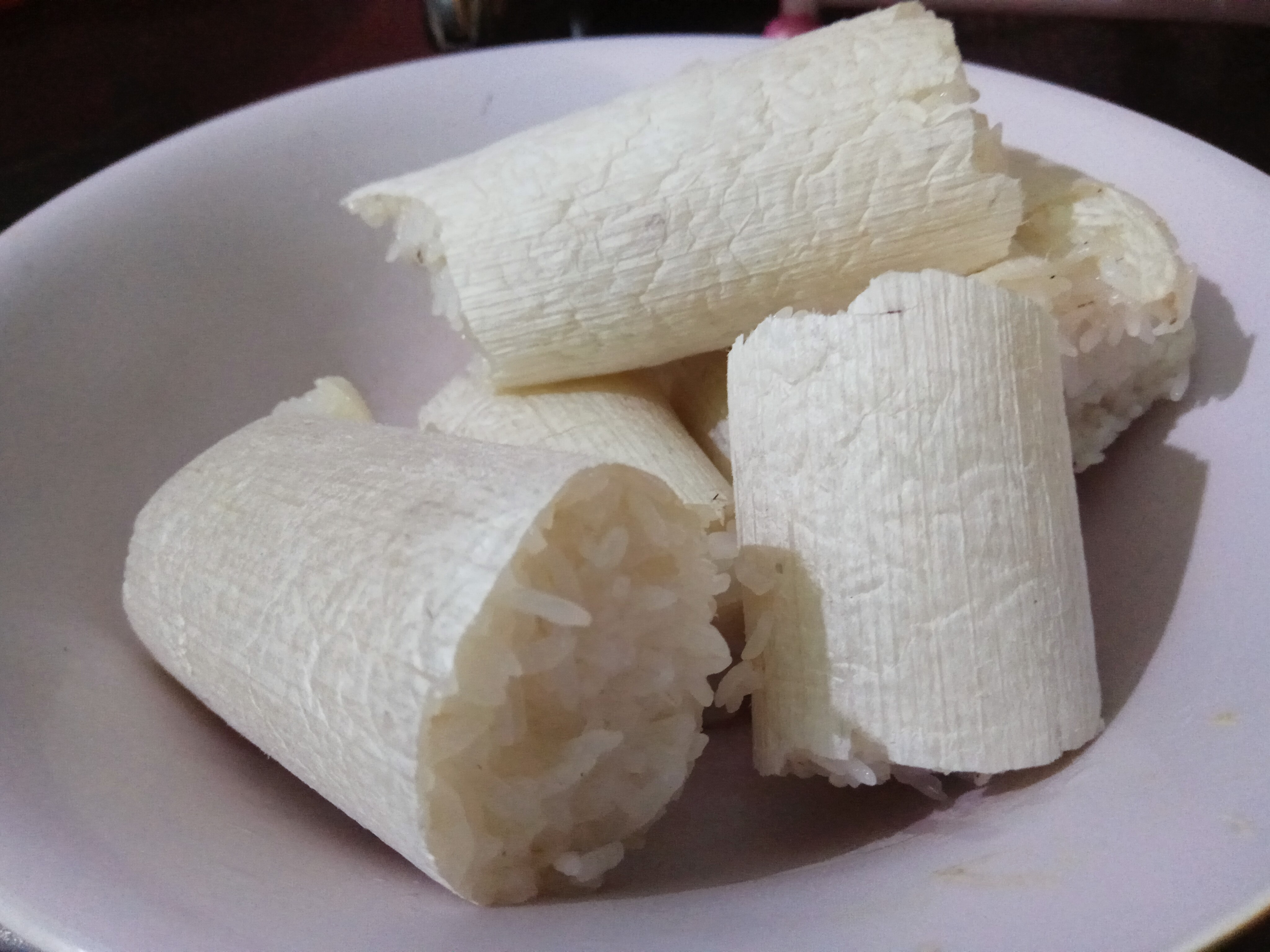
숭아 피타

숭아 피타(실렛어: ꠌꠥꠋꠀ ꠙꠤꠑꠣ, 아삼어: চুঙা পিঠা) 또는 충가 피타(벵골어: চুঙ্গা পিঠা)는 방글라데시 실렛 지방과 인도 아삼 지방의 쌀 요리이다. 대나무 통에 찹쌀과 재거리또는 설탕을 넣어 직화구이해 만든다. 우유, 코코넛, 찹쌀가루를 넣기도 한다. 바나나 잎으로 대나무 통을 봉하며, 불에는 겨와 볏짚이 쓰인다.

## 사진

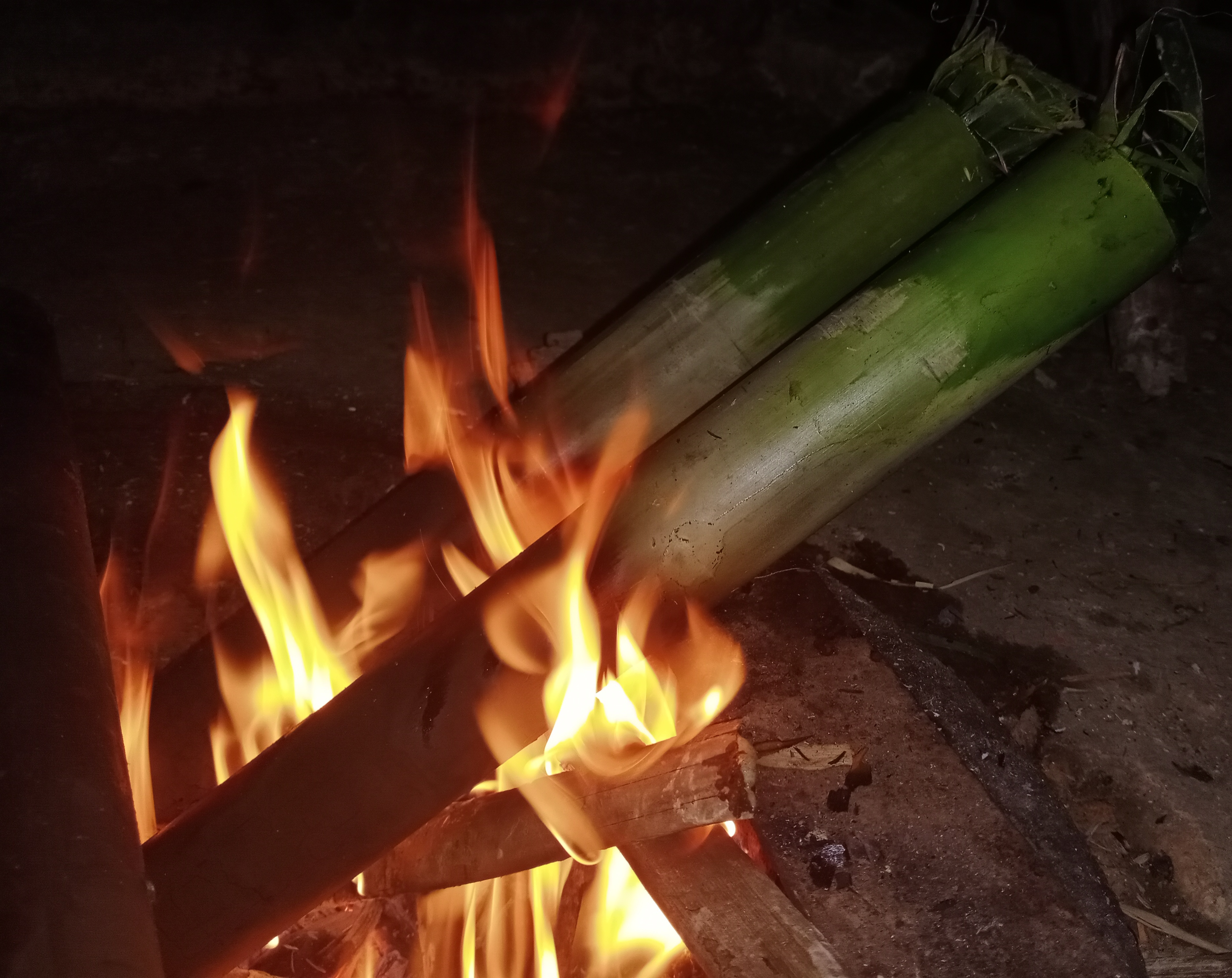
숭아 피타
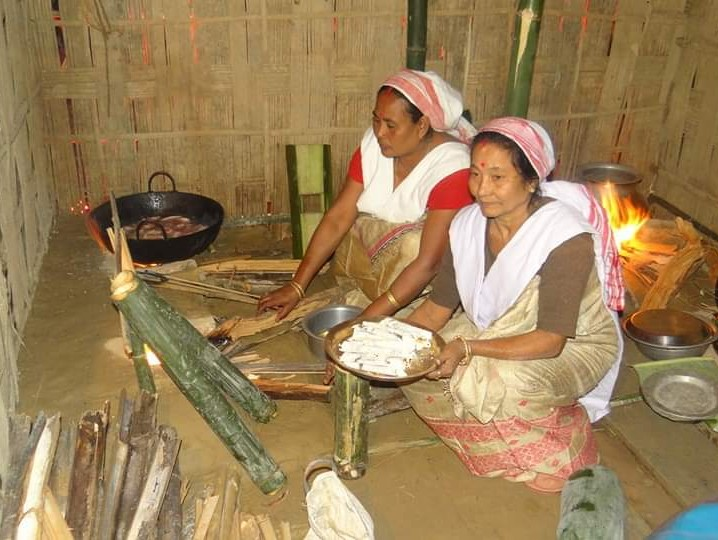
숭아 피타 만들기

## 같이 보기
- 껌 람
- 끄랄란
- 르망
- 대통밥
- 카오 람